# Liste des gouverneurs de la préfecture d'Akita
Le gouverneur d'Akita est le dirigeant principal de la préfecture d'Akita au Japon. Il est élu au suffrage universel pour un mandat de quatre ans, renouvelable  :

## Gouverneurs élus (depuis 1947)
| Nom              | Investiture   | Fin du mandat | Nombre de mandat(s) | Parti                   |
| ---------------- | ------------- | ------------- | ------------------- | ----------------------- |
| Kōsaku Hasuike   | 12 avril 1947 | 4 avril 1951  | 1                   | Parti démocrate d'Akita |
| Tokuji Ikeda     | 30 avril 1951 | 29 avril 1955 | 1                   | Indépendant             |
| Yūjirō Obata     | 30 avril 1955 | 29 avril 1979 | 6                   | Indépendant             |
| Kikuji Sasaki    | 30 avril 1979 | 31 mars 1997  | 5                   | Indépendant             |
| Sukeshiro Terata | 20 avril 1997 | 19 avril 2009 | 3                   | Indépendant             |
| Norihisa Satake  | 20 avril 2009 | 19 avril 2025 | 4                   | Indépendant             |
| Kenta Suzuki     | 20 avril 2025 | en cours      | 1                   | Indépendant             |